# Hermannia scordifolia
Hermannia scordifolia är en malvaväxtart som beskrevs av Nikolaus Joseph von Jacquin. Hermannia scordifolia ingår i släktet Hermannia och familjen malvaväxter. Inga underarter finns listade i Catalogue of Life.